# Waterslagpomp
Een waterslagpomp of waterrampomp is een door water aangedreven pomp, die zonder gebruik van elektriciteit of een andere krachtbron, de energie van stromend water dat plots gestopt wordt, gebruikt om een deel van het toegevoerde water naar een hoger niveau te pompen. 

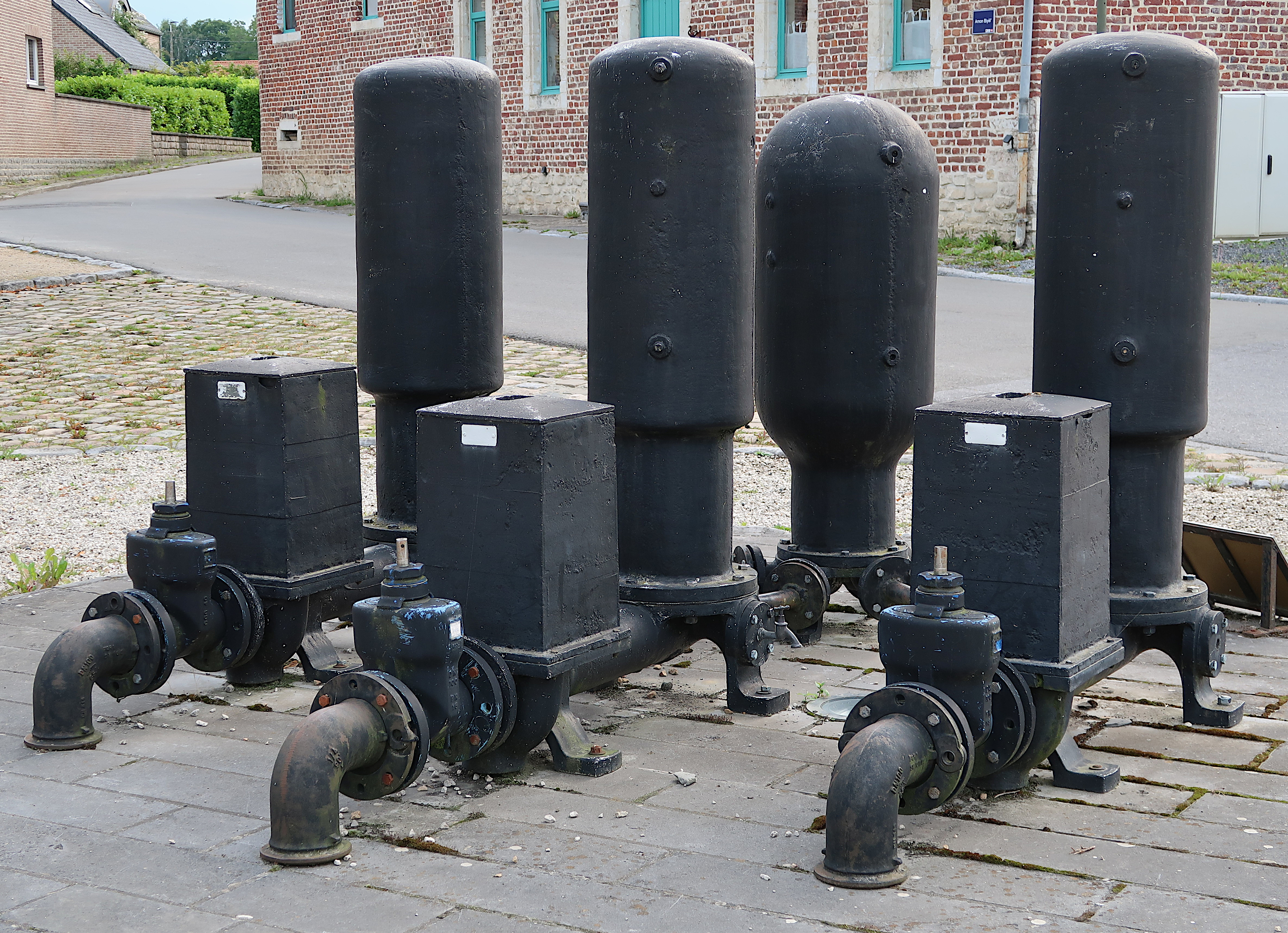
Drie gekoppelde waterslagpompen die van 1912 tot 1984 ingezet werden voor de watervoorziening van Noduwez (België)

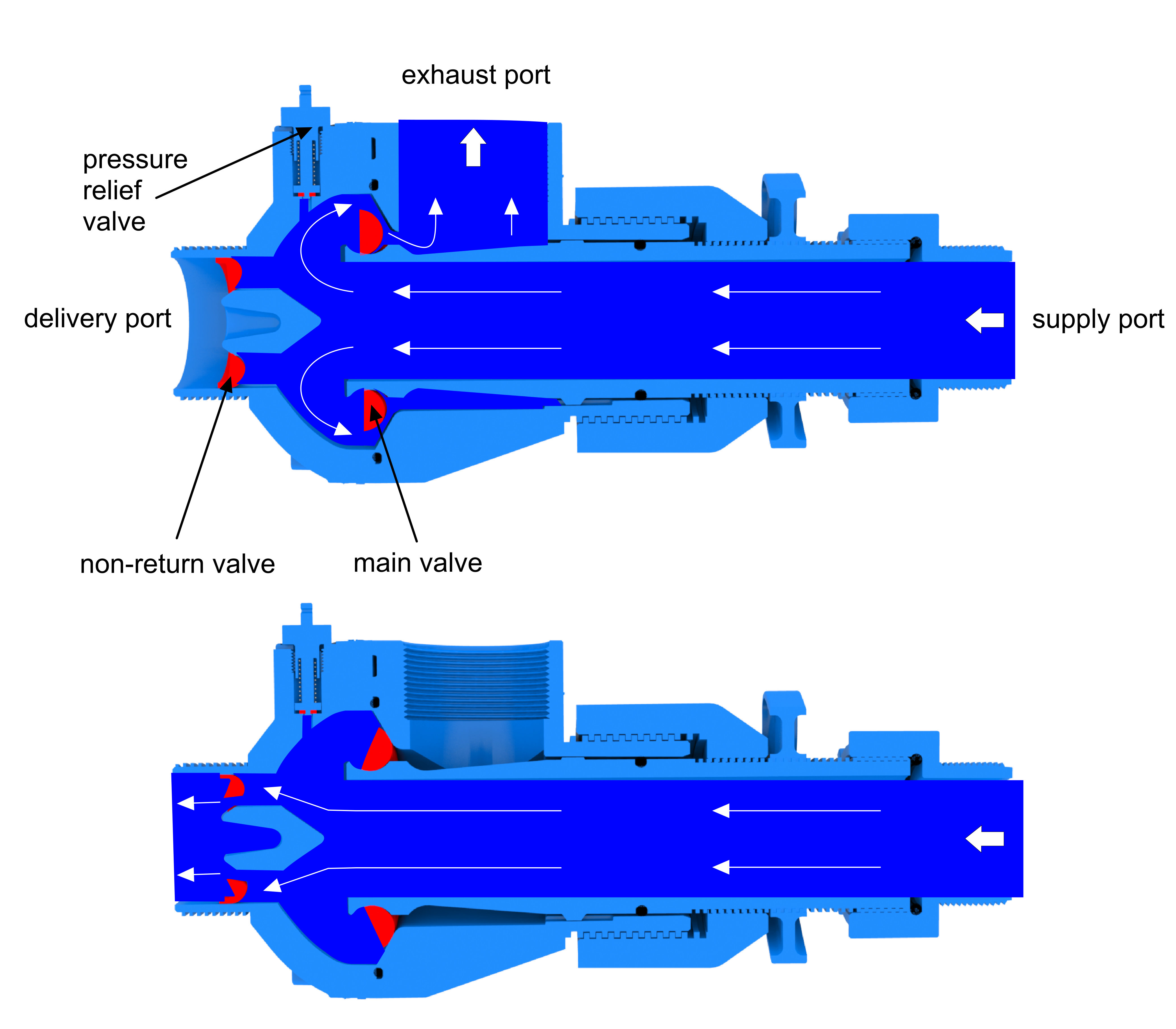
Een moderne waterslagpomp in kunststof

## Geschiedenis
De waterslagpomp is een verdere ontwikkeling van de in 1772 door de Engelsman John Whitehurst uitgevonden pulsatiemotor, waarbij de druk van de waterslag, veroorzaakt door het sluiten een kraan, een waterzuil tot boven de hoogte van de instroom kan opstuwen. Door een herhaaldelijk open en dicht draaien van een kraan konden grote hoeveelheden water verpompt worden. 
In 1796 verving de Fransman Joseph-Michel Montgolfier de manueel bediende kraan door een zelfsluitende klep en ontwikkelde samen met Aimé Argand de waterslagpomp. In de octrooiaanvraag schreef hij dat wanneer de klep sloot, er een kracht opgewekt werd “zoals de stuwkracht van een ram”. Vandaar de naam “waterrampomp” de vertaling van de naam die in het Engels, Frans en Duits gebruikt wordt.
De waterslagpomp kreeg succesvolle fabrikanten in onder andere Frankrijk, Engeland, Duitsland, Zwitserland en de Verenigde Staten, en werd gebruikt voor de watervoorziening en irrigatie door grote boerderijen, kastelen, dorpen en fabrieken.  
Midden 20ste eeuw nam de belangstelling af toen elektriciteit en het gebruik van elektrische pompen algemeen werden. Op heel wat plaatsen bleven geïnstalleerde waterslagpompen in gebruik voor de watervoorziening tot in de jaren 1970. Waterslagpompen werden nog verder ontwikkeld en blijven verkrijgbaar. Ze worden vooral ingezet voor watervoorziening op afgelegen plaatsen, bijvoorbeeld op de Filipijnen.

## Werking
De waterslagpomp maakt gebruik van de schok van water dat gestopt wordt in een plotseling gesloten pijp (waterslag). Door die drukgolf wordt een deel van de vloeistofmassa naar een hoogte gestuwd groter dan de hoogte van de toevoer.
De waterslagpomp functioneert door een cilinder waarin lucht wordt samengeperst door de drukgolf van de watergolf en twee terugslagkleppen. Water vloeit vanuit een bron, beek of vijver via de aanvoerleiding naar een zijopening van de pomp. Als de snelheid van het aangevoerde water hoog genoeg ligt, dan sluit de uitlaatklep (A) in de pomp, wat een waterslag veroorzaakt. Er ontstaat druk in de pomp. Naarmate de druk zich opbouwt gaat een tweede klep (B) naar de luchtkamer open. Het water stroomt de luchtkamer binnen en wordt door de hoge druk via een pijpleiding omhoog gepompt. Als de druk naar de luchtkamer afneemt sluit de terugslagklep (B) naar de luchtkamer maar zorgt de samengeperste lucht voor het verder opdrukken van het water. Als de snelheid van het binnenstromende water daalt, dan gaat de uitlaatklep (A) opnieuw open en de cyclus herhaalt zich. 
De waterstroom zorgt voor het abrupt sluiten van de klep gevolgd door een waterslag. En dit in cycli van twee keer per seconde tot elke 2-3 seconden.

## Vereisten
De pomp vereist een wateraanvoer met een verval van minimum 150 cm tussen de waterbuffer (rivier , bron of vijver) en een lager geplaatste pomp. Water kan met deze pomp tientallen meters hoog en honderden meters ver gepompt worden. 

## Typische bedrijfsproblemen
- Typische bedrijfsproblemen zijn verstopping van de watertoevoer, lucht in de aandrijflijn en bevriezing in de winter.
- Geluidslast: de drukstoot tijdens de cyclus geeft telkens een luid slaggeluid dat wordt doorgegeven aan de verbonden leidingen. In woonwijken of natuurgebieden vereist dit geluidsisolerende maatregelen en ondergrondse installatie.